# Krasyliwka (rejon białocerkiewski)
Krasyliwka (ukr. Красилівка) – wieś na Ukrainie, w obwodzie kijowskim, w rejonie białocerkiewski, w hromadzie Stawyszcze. W 2001 liczyła 1010 mieszkańców, spośród których 995 wskazało jako ojczysty język ukraiński, 7 rosyjski, 3 mołdawski, 2 białoruski, a 3 ormiański.